# Taphronota occidentalis
Taphronota occidentalis är en insektsart som beskrevs av Karsch 1892. Taphronota occidentalis ingår i släktet Taphronota och familjen Pyrgomorphidae. Inga underarter finns listade i Catalogue of Life.